# Кларк, Джейми
Джейми Кларк (англ. Jamie Rhys Clarke, род. 1994) — валлийский профессиональный игрок в снукер.

## Биография
Родился 5 октября 1994 года в городе Лланелли графства Кармартеншир.
Обратил на себя внимание в 2014 году, когда победил бывшего мирового № 8 Даррена Моргана со счётом 6:0 в полуфинале чемпионата Уэльса среди любителей, а затем одержал победу над Ли Уокером, заняв самый высокий рейтинг среди снукеристов-любителей Уэльса.
В 2015 году Кларк принял участие в нескольких турнирах, пытаясь попасть в World Snooker Tour, проиграв в финальной части все три раза. В этом же году поступил в Q School. После пятой попытки попасть в Мэйн-тур, с шестой, благодаря победам в отборочном плей-офф EBSA Tour, стал профессионалом.
В Чемпионате мира по снукеру 2020 года, успешно пройдя квалификацию, Джейми Кларк в 1/16 финала сенсационно обыграл четвёртого номера мирового рейтинга Марка Аллена со счётом 10:8.